# Òscar Grau
Òscar Ivan Grau Gomar (* 30. Juli 1964 in Sabadell) ist ein ehemaliger spanischer Handballspieler und Sportmanager.

## Handballkarriere

### Verein
Óscar Grau lernte das Handballspielen in den Schulmannschaften von Liceo Francés und AES de Sarriá. Im Jahr 1982 wechselte der 1,83 m große Kreisläufer in die Jugend des FC Barcelona. Von 1984 bis zu seinem Karriereende 1995 lief er für die Profimannschaft der Katalanen auf. Mit dieser gewann Grau die spanische Meisterschaft 1985/86, 1987/88, 1988/89, 1989/90, 1990/91 und 1991/92, die Copa del Rey 1987/88, 1989/90, 1992/93 und 1993/94, die Copa ASOBAL 1994/95, die Supercopa de España 1988/89, 1989/90, 1990/91, 1991/92 und 1993/94, die Katalanische Liga 1984/85, 1986/87, 1987/88, 1990/91, 1991/92, 1992/93, 1993/94 und 1994/95, den Europapokal der Pokalsieger 1985/86, 1993/94 und 1994/95 sowie den Europapokal der Landesmeister 1990/91. Sein Trikot mit der Rückennummer 2 hängt unter dem Hallendach des Palau Blaugrana.

### Nationalmannschaft
In der spanischen Nationalmannschaft debütierte Grau beim 26:25 gegen Polen am 27. Juni 1989 in Pamplona. Mit Spanien belegte er beim Supercup 1991 den ersten Platz und beim World Cup 1992 den dritten Platz. Bei der Weltmeisterschaft 1993 warf er acht Tore in sieben Spielen und erreichte mit der Auswahl den 5. Rang. Insgesamt bestritt er 48 Länderspiele, in denen er 53 Tore erzielte.

## Berufliche Karriere
Òscar Grau erlangte einen Master of Business Administration an der ESADE in Barcelona. Nach dem Ende seiner Handballerlaufbahn arbeitete er von 1995 bis 1999 als Manager des katalanischen Segelverbandes und von 1999 bis 2008 als Manager des katalanischen Handballverbandes. Zudem war er technischer Kommentator bei Televisión de Cataluña von 1997 bis 2007. Im Jahr 2015 kehrte er zum FC Barcelona zurück. Zuerst stand er an der Spitze der FCB Escoles, dem weltweiten Schulnetzwerk des Vereins, und von 2016 bis 2021 als Geschäftsführer des Gesamtvereins.

## Privates
Sein Sohn Óscar Grau Ibáñez spielt ebenfalls Handball.